# 雷地区新城
雷地区新城（法語：Villeneuve-en-Retz，法語發音：[vilnœv ɑ̃ ʁɛ] ⓘ）是法国大西洋卢瓦尔省的一个市镇，位于该省南部偏西，属于圣纳泽尔区。该市镇成立于2016年1月1日，由雷地区新堡和雷地区弗雷奈两个市镇合并而成，其中前者为政府驻地。

## 地理
雷地区新城（47°1'49.28"N, 1°53'54.87"W）面积73.68 平方千米，位于法国卢瓦尔河地区大区大西洋卢瓦尔省，该省份为法国西北部沿海省份，位于布列塔尼半岛东南部，北起伊勒-维莱讷省，西北接莫尔比昂省，西临大西洋，南至旺代省，东临曼恩-卢瓦尔省。
与雷地区新城接壤的市镇（或旧市镇、城区）包括：马什库勒-圣梅姆、雷地区莱穆捷、波尔尼克、圣伊莱尔德沙莱翁、圣帕扎娜、布瓦德瑟内、布安。
雷地区新城的时区为UTC+01:00、UTC+02:00（夏令时）。

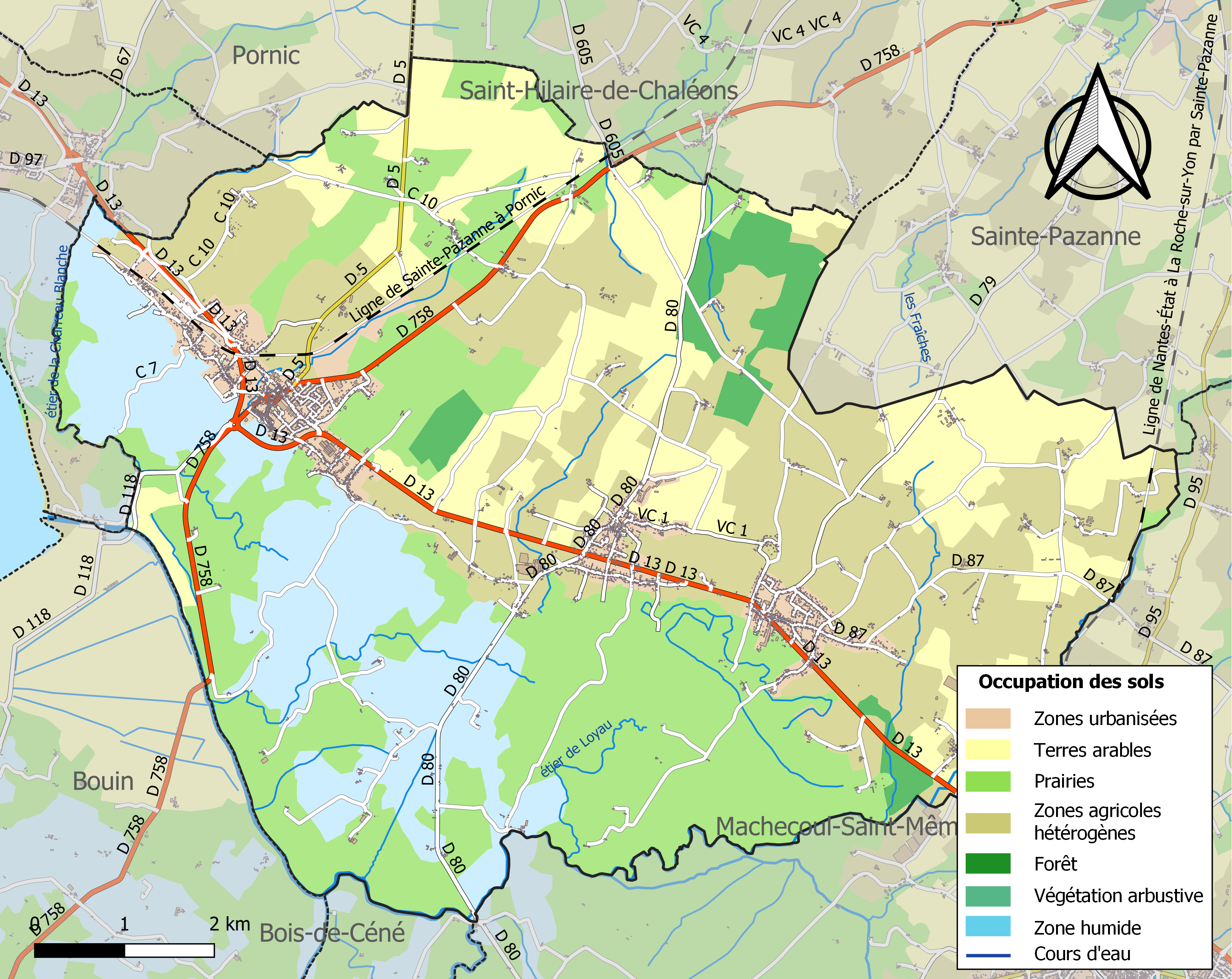
雷地区新城的OSM定位图

## 行政
雷地区新城的邮政编码为44580，INSEE市镇编码为44021。

## 政治
雷地区新城所属的省级选区为马什库勒-圣梅姆县。

## 人口
雷地区新城于2022年1月1日时的人口数量为5004人。